# Fall River Marksmen
Fall River F.C.,  foi uma agremiação esportiva da cidade de Fall River, Massachusetts. Durante a década de 1920 e início da década de 1930, eles foram um dos clubes de futebol mais bem sucedidos nos Estados Unidos, vencendo a Liga Americana de Futebol em seis ocasiões. Eles também ganharam a National Challenge Cup quatro vezes.

## História
Fundada em 1922, a equipe foi uma das mais vitoriosas do futebol dos Estados Unidos na década de 1920, conqusitando seis vezes a American Soccer League e quatro vezes a National Challenge Cup.

## Palmarés
| Competições Nacionais | Competições Nacionais  | Competições Nacionais | Competições Nacionais                          |
|                       | Competição             | Venceu                | Temporadas                                     |
| --------------------- | ---------------------- | --------------------- | ---------------------------------------------- |
| Estados Unidos        | National Challenge Cup | 4                     | 1924, 1927, 1930 e 1931                        |
| Estados Unidos        | American Soccer League | 6                     | 1923–24, 1924–25, 1925–26, 1928–29, 1929, 1930 |

 Campeão Invicto